# Roque Valero
Roque Valero Pérez (Caracas, 31 de enero de 1974) es un cantante, actor y político venezolano. Es diputado reelecto a la Asamblea Nacional. Fue miembro a la Asamblea Nacional Constituyente de Venezuela de 2017,  también se desempeñó como presidente del Centro Nacional Autónomo de Cinematografía (CNAC).

## Inicios
Hijo de Roque Valero y Rosario Pérez, comenzó su carrera artística a los siete años cuando entró a formar parte del elenco de la obra de teatro El día del médico. También desde muy joven, influenciado por su abuelo.
En 1983 su familia se mudó a la ciudad de Barquisimeto, allí tomó cursos de actuación y también ingresó a la Orquesta Sinfónica Juvenil de Lara. Su profesor de actuación le recomendó seguir su carrera actoral en Caracas, Valero se mudó a la capital y comenzó su carrera como actor. Estudió con Ricardo Lombardi y Adda Noceti (del Grupo Actoral 80) y con Santiago Sánchez (del Taller del Actor). Su debut en teatro fue en la obra La mano, dirigida por Oscar Mendoza Herrera. Gracias a su desempeño en esta obra ingresó a la compañía Teatro del Contrajuego. En 1995 realizó un pequeño papel en la telenovela Ilusiones que le dio su primer crédito televisivo. Posteriormente fue contratado por Venevisión para trabajar en la telenovela A todo corazón.

## Carrera en el cine, teatro y la televisión
En 2002, Roque Valero protagonizó el largometraje La pluma del arcángel, de Luis Manzo. Esta película obtuvo premios y nominaciones en festivales de cine en Bogotá, Cartagena y Miami, y le perfiló como actor de cine. 
Al regresar a Venezuela, hace un casting en Venevisión y lo contratan para la telenovela Cosita Rica, original de Leonardo Padrón. Allí hace el rol de “Cachito”, un joven de una barriada caraqueña que se debate entre los polos opuestos del crimen y la honestidad para sobrevivir en su difícil entorno. Es un personaje lleno de matices, con elementos tanto de drama como de comedia que le permitieron a Roque mostrar su rango actoral.
El año 2004 es clave en la vida profesional de Roque Valero, no solo por su trabajo como “Cachito”, sino también porque su rol protagónico en el filme Punto y Raya de Elia Schneider que le valió premios como mejor actor en el Festival de Cine de La Habana, La Cita de Biarritz, Festival de Cine de Santo Domingo y Festival de Cine Venezolano. La carrera musical de Roque también despega en 2004, gracias a la inclusión de dos de sus temas en la telenovela Cosita Rica: “Ando de puntillas” y “Nuestra historia”. Ese mismo año, Roque lanzó su primer álbum, “Cae el amor”, el cual ganó disco de oro, y su tema “Vengo a contar contigo” es escogido como la banda sonora de la telenovela estelar Sabor a ti.
La música de Roque Valero vuelve a caminar de la mano de su trabajo actoral en el año 2006 cuando asume el rol de “Juan Lobo”, el protagonista de la telenovela Ciudad Bendita de Leonardo Padrón, y compone e interpreta tanto el tema principal de la telenovela, “Ciudad Bendita”, como el tema de amor de los protagonistas, “Cuando te miro”. Ambas composiciones están incluidas en su segunda producción discográfica, “Todo va a salir bien”, la cual gana Discos de Oro y de Platino.
En los próximos dos años la carrera musical de Roque Valero se va haciendo más activa que su actividad actoral. Participa como cantante invitado en las giras de Franco De Vita a Colombia y a Estados Unidos, donde se presentaron en el Madison Square Garden y en las principales ciudades del país. También acompañó en el escenario a Jorge Drexler, Luis Fonsi y el grupo Voz Veis. Realizó conciertos en Ecuador y en Venezuela, a la vez que sigue componiendo.
Después de tantos años en los cuales la actuación y la música se turnaron en la vida de Roque, en el año 2008, la producción venezolana del musical Los Productores de Mel Brooks, le da la oportunidad de mostrar simultáneamente en el escenario su carrera musical y actoral. Su trabajo como “Leo Bloom” en Los Productores fue alabado por la crítica especializada.
Ese mismo año, sin dejar de lado su carrera musical, regresa a la televisión bajo la pluma de Leonardo Padrón, y asume el personaje de “Miky Mata” en la telenovela La Vida Entera. Su composición “Las lágrimas aprenden a reír” fue escogida por el propio Padrón como tema principal de la telenovela, e incluida en el tercer álbum del cantautor, “Pasajeros en tránsito”, el cual rápidamente gana Discos de Oro y de Platino.

## Como cantante
Nieto de un trompetista de la Billo's Caracas Boys, Roque se crio escuchando y tocando música, pero no fue sino hasta 2004 donde incursionó profesionalmente en ella. Su primer disco Cae el amor fue disco de oro y disco de platino, manteniéndose meses como número uno en las carteleras venezolanas. Su producción Todo va a salir bien fue galardonada con el «disco de oro». Participó como cantante invitado en la gira de Franco de Vita en Estados Unidos, presentándose en escenarios tan prestigiosos como el Madison Square Garden (de Nueva York). También participó en conciertos junto a Voz Veis, Luis Fonsi y Jorge Drexler.

## Política
Fue candidato a diputado lista por el estado Aragua a las elecciones parlamentarias del 6 de diciembre de 2015. Más tarde tras la renuncia de Ricardo Antonio Molina Peñaloza, el 3 de agosto de 2016 se convirtió en diputado principal a la Asamblea Nacional en la minoría oficialista hasta 2019 que fue designado presidente del CNAC.
Se há destacado como un defensor ferreo de la narco-tiranía liderada por Nicolas Maduro y Diosdado Cabello

## Discografía

### Álbumes de estudio
- 2004: Cae El Amor[3][4]
- 2006: Todo va a salir bien[5][4]
- 2008: Pasajeros en tránsito[6][4]
- 2010: Recopilatorio: Insomnio[4]

### Bandas sonoras para telenovelas
- 2004: “Nuestra historia”, en Cosita rica.
- 2004: “Ando de puntillas”, en Cosita rica.
- 2004: “Vengo a contar contigo”, en Sabor a ti.
- 2005: “En tu corazón”, en El amor las vuelve locas.
- 2006: “Ciudad bendita”, en Ciudad bendita.
- 2006: “Cuando te miro”, en Ciudad bendita.
- 2008: “Las lágrimas aprenden a reír (Creo en ti)”, en La vida entera.
- 2008: “No soy nada” (a dúo con Yordano), en La vida entera.
- 2011: “Contra corriente”, en Natalia del Mar.

## Filmografía

### Telenovelas
- 1996: La inolvidable como Funes
- 1997-1998: A todo corazón, como Máximo Palmero
- 1998: Así es la vida.
- 1999: Mujercitas.
- 2001: Felina, como Agapito
- 2002: Lejana como el viento, como Tony
- 2003-2004: Cosita rica, como Cachito
- 2005: Se solicita príncipe azul (telenovela), como Bautista
- 2005-2006: Con toda el alma, como Profesor Hugo
- 2006-2007: Ciudad bendita, como Juan Lobo
- 2008-2009: La vida entera, como Miky Mata
- 2009: Un esposo para Estela, como Giocondo Dicarolo
- 2010: La mujer perfecta, como el cantautor del desfile de modas
- 2011-2012: El árbol de Gabriel, como Epicúreo Epi Morales/Carmen Garcés.
- 2012: Natalia del Mar, actuación especial

### Cine
- 2002: La pluma del arcángel.
- 2004: Punto y raya.
- 2007: Al borde de la línea.
- 2013: Bolívar, el hombre de las dificultades[7]

### Teatro
- 1981: El día del médico.
- Uno reyes uno
- La mano
- Viva México DF
- Sex and love
- Paria
- 2008: Los productores.

## Premios
- 2004: Sol de oro a la mejor interpretación masculina en el Festival de Cine Latinoamericano de Biarritz por Punto y Raya[8]
- 2004: Mejor actor en el Festival Internacional del Nuevo Cine Latinoamericano de La Habana por Punto y Raya[9]